# Yace
El yace és una llengua que es parla al sud-est de Nigèria, als pobles d'Osina, Imbuor, Uchu, Aliforkpa, Wonyer i Maa, que formen part de la LGA de Yala, a l'estat de Cross River.
El yace és una llengua que forma part del grup lingüístic de les llengües yatye-akpa, que formen part de la família lingüística de les llengües idomoid. L'altra llengua que forma part del seu grup lingüístic és l'akpa.

## Ús i dialectologia
El yace és una llengua desenvolupada (5); està estandarditzada i gaudeix d'un ús vigorós. Té fragments de la Bíblia traduïts (1980). Segons l'ethnologue, el 2002 hi havia 50.000 parlants de yace.
Els dialectes del yace són l'alifokpa i l'ijiegu. El lèxic del yace és un 84% similar al de l'akpa.

## Població i religió
El 44% dels 69.000 ekparis (grup ètnic dels parlants de yace) són cristians; d'aquests, la meitat pertanyen a esglésies cristianes independents, el 30% són catòlics i el 20% són protestants. El 56% dels ekparis restants creuen en religions tradicionals africanes.